# Ribamontán al Mar
Ribamontán al Mar – gmina w Hiszpanii, w prowincji Kantabria, w Kantabrii, o powierzchni 36,94 km². W 2011 roku gmina liczyła 4496 mieszkańców.